# Donativum
Donativum (meervoud: donativa), is een geldsom die door de Romeinse staat werd uitbetaald aan bepaalde groepen bij speciale gelegenheden. Deze gelegenheden konden zijn troonsbestijging, overwinningen, voltooiing van grote bouwprojecten, e.d.
Het woord donativum is afgeleid van het Latijnse donum (=gift). Oorspronkelijk was het donativum een extra gift aan de Romeinse soldaten. Tijdens de republikeinse periode werden deze betalingen gemaakt uit de oorlogsbuiten. Vanaf Gaius Iulius Caesar Octavianus (Augustus) komt hier verandering in en werden de donativa door de keizers uit de staatskas betaald en hebben zodoende waarschijnlijk sterk bijgedragen aan de inflatie. Tijdens de keizerperiode behoorde het volk ook tot de doelgroepen.
Als voorbeeld hier alle officiële donativa van keizer Antoninus Pius:
- 1: 138 - bij zijn troonsbestijging: aan Italia en alle andere provinciën
- 2: 140 - bij zijn tweede consulaat: aan het volk
- 3: 141 - ter nagedachtenis aan de dat jaar overleden Faustina de Oudere: voor de arme meisjes van Italië
- 4: 145 - huwelijk van Marcus Aurelius en Faustina de Jongere
- 5: 147 ter gelegenheid van het 900-jarig bestaan van Rome
- 6: 151 ter gelegenheid van de inauguratie van de tempel van Hadrianus en Sabina
- 7: 153 ter gelegenheid van de 15-jarige verjaardag van 'het keizerschap van Pius
- 8: 158 ter gelegenheid van de 20-jarige verjaardag van zijn keizerschap
- 9: 161 ter gelegenheid van het consulaat van Marcus Aurelius en Lucius Verus.

De donativa werden ook gebruikt als belangrijke propagandamiddelen en bij ieder donativum werden dan ook speciale munten uitgegeven om dit te herdenken.
De pretoriaanse garde kwam bij bepaalde gelegenheden eveneens in aanmerking voor donativa, in het bijzonder bij de troonsbestijging van een keizer of als speciale acties met succes waren volbracht - inclusief liquidaties. Een precedent werd geschapen door Claudius die een speciaal donativum beloofde aan de pretoriaanse garde aan wie hij zijn keizerschap te danken had. Latere keizers hadden vaak weinig andere keus dan dit voorbeeld te volgen.
Er zijn talloze voorbeelden te vinden, dit zijn slechts enkele van de beruchtste:
- In het Vierkeizerjaar beloofde Otho een zeer hoog donativum voor het uit de weg ruimen van keizer Galba.
- In 193 was de pretoriaanse garde zo corrupt geworden (onder Commodus) dat zij de troon aan de hoogste bieder verkocht (zie Romeinse Burgeroorlog (193-197)). De hele garde werd ongeveer twee maanden later door Septimius Severus afgezet en vervangen door soldaten uit zijn eigen legioenen.
- In 212 gaf Caracalla een speciaal donativum om de garde, tegen beter weten in, ervan te overtuigen dat de moord op zijn broer Geta uit zelfverdediging was.